# Jonas Kombo
Jonas Kombo est une localité du Cameroun, située dans l'arrondissement de Bamusso, le département du Ndian et la Région du Sud-Ouest.

## Population
Lors du recensement national de 2005, Jonas Kombo  comptait 114 habitants.